# Gracula indica
Gracula indica (лат.) — певчая птица семейства скворцовых. Обитает в лесных районах южной Индии и Шри-Ланки. В лесу вид передвигается стаями, и члены стаи поддерживают контакт с помощью широкого спектра вокализаций.

## Описание
У Gracula indica блестящее чёрное оперение. Обычно достигает длины около 20 см. Может прожить от 15 до 30 лет. Ноги желтые, клюв ярко-оранжевый у основания и жёлтый на кончике. На основных маховых перьях имеются белые пятна. Как и у других видов рода Gracula, у Gracula indica есть жёлтые лоскуты кожи по бокам головы.

## Распространение и поведение
Обитает в юго-западной Индии и на Шри-Ланке. Населяет тропические и субтропические сухие широколиственные леса, горы, мангровые леса и плантации. Обычно её можно встретить высоко под лесным пологом, передвигающейся большими шумными группами примерно по полдюжины особей в верхушках деревьев на краю леса. Прыгает боком по ветке. Как и большинство скворцовых, всеядна, питается фруктами, нектаром и насекомыми.
Голос мелодичен, способен издавать различные квакающие звуки и призывы. Gracula indica считается одной из лучших говорящих птиц, часто имитирующей человеческие звуки и голос лучше, чем попугаи. За эту особенность её и разводят в неволе. Утверждается, что Gracula indica менее одарена вокально, чем священная майна, очень похожий вид, ареал которого не пересекается.
Гнездо строит в дуплах деревьев. В гнезде обычно два или три яйца. Самцы и самки выглядят одинаково.
Несмотря на сокращение численности популяции, МСОП относит ее к категории «Виды под наименьшей угрозой».